# العلاقات الأرمينية البنمية
العلاقات الأرمينية البنمية هي العلاقات الثنائية التي تجمع بين أرمينيا وبنما.

## مقارنة بين البلدين
هذه مقارنة عامة ومرجعية للدولتين:
| وجه المقارنة                                              | أرمينيا                    | بنما                      |
| --------------------------------------------------------- | -------------------------- | ------------------------- |
| المساحة (كم2)                                             | 29.74 ألف                  | 74.18 ألف                 |
| عدد السكان (نسمة)                                         | 2.93 مليون                 | 4.10 مليون                |
| الكثافة السكانية (ن./كم²)                                 | 98.52                      | 55.27                     |
| العاصمة                                                   | يريفان                     | بنما                      |
| اللغة الرسمية                                             | لغة أرمنية                 | اللغة الإسبانية           |
| العملة                                                    | درام أرميني                | بالبوا بنمي، دولار أمريكي |
| الناتج المحلي الإجمالي (بليون دولار)                      | 11.54 مليار                | 61.84 مليار               |
| الناتج المحلي الإجمالي (تعادل القوة الشرائية) بليون دولار | 25.41 مليار                | 87.37 مليار               |
| الناتج المحلي الإجمالي الاسمي للفرد دولار أمريكي          | 3.49 ألف                   | 13.27 ألف                 |
| الناتج المحلي الإجمالي للفرد دولار أمريكي                 | 8.07 ألف                   | 20.89 ألف                 |
| مؤشر التنمية البشرية                                      | 0.743                      | 0.780                     |
| رمز المكالمات الدولي                                      | +374                       | +507                      |
| رمز الإنترنت                                              | .am، .հայ ‏                 | .pa                       |
| المنطقة الزمنية                                           | ت ع م+04:00، توقيت أرمينيا | 00                        |

## منظمات دولية مشتركة
يشترك البلدان في عضوية مجموعة من المنظمات الدولية، منها:
| علم المنظمة | اسم المنظمة                               | تاريخ انضمام أرمينيا | تاريخ انضمام بنما |
| ----------- | ----------------------------------------- | -------------------- | ----------------- |
|             | يونسكو                                    | 9 يونيو 1992         | 10 يناير 1950     |
|             | الفريق المعني برصد الأرض                  | ?                    | ?                 |
|             | مؤسسة التمويل الدولية                     | 18 أبريل 1995        | 20 يوليو 1956     |
|             | المركز الدولي لتسوية المنازعات الاستشارية | 16 أكتوبر 1992       | 8 مايو 1996       |
|             | منظمة حظر الأسلحة الكيميائية              | ?                    | ?                 |
|             | مؤسسة التنمية الدولية                     | 25 أغسطس 1993        | 1 سبتمبر 1961     |
|             | منظمة التجارة العالمية                    | 5 فبراير 2003        | ?                 |
|             | وكالة ضمان الاستثمار متعدد الأطراف        | 5 ديسمبر 1995        | 21 فبراير 1997    |
|             | الاتحاد البريدي العالمي                   | ?                    | ?                 |
|             | منظمة الشرطة الجنائية الدولية             | ?                    | ?                 |
|             | الأمم المتحدة                             | 2 مارس 1992          | 13 نوفمبر 1945    |
|             | الاتحاد الدولي للاتصالات                  | 30 يونيو 1992        | 14 يوليو 1914     |
|             | البنك الدولي للإنشاء والتعمير             | 16 سبتمبر 1992       | 14 مارس 1946      |

## وصلات خارجية
- موقع وزارة الخارجية الأرمينية
- موقع وزارة الخارجية البنمية